# 布伦特·斯派尔
布伦特·杰·斯派尔（英語：Brent Jay Spiner，1949年2月2日—），美国演员，知名于在「星际旅行」系列电视剧《星际旅行：下一代》中扮演仿生人Data。除电视剧外，他还在4部星际旅行电影中出场，此外，在1996年電影中扮演Data，電影扮演奥肯博士，由於參演这两部电影让他获得了当年的土星奖提名。

## 早年生活
布伦特生与德克萨斯州休斯顿，他的母亲名叫西尔维亚，父亲名叫杰克，是一件家具店的老板。布伦特的父亲死后，他与母亲和继父生活在一起。布伦特曾在百利高中就读，当时的戏剧老师塞西尔对他影响很大，这种影响也使得他走上了表演道路。布伦特曾加入高中的演讲小组，后来获得了全国性的冠军。高中毕业后，布伦特前往休斯顿大学就读。

## 演艺生涯
大学毕业后，布伦特搬去纽约，在百老汇剧院做表演工作，曾出演史蒂芬·桑坦编剧的戏剧，有时他也出演一些外百老汇音乐剧。除戏剧外，在这一时期布伦特也参与过电影《星尘往事》的表演，在这部电影中，布伦特只是作为一个背景群众演员，没有任何对白。布伦特曾在电视剧《寒窗恋》第二季中出演一位多媒体工程师。1984年，布伦特搬去洛杉矶，随后他在一些电视剧试播集中出演一些小角色，后来在《Night Court》中，布伦特成为了一名常驻演员，在这部电视剧中他出演鲍勃。1986年，布伦特在哥伦比亚广播公司旗下的电视剧《Twilight Zone》中的一集出现。

### 星际旅行时期
1987年，布伦特开始在《星际旅行：下一代》中扮演一个名叫Data的仿生人；布伦特出演了7季电视剧和4部电影，他总共扮演了15年的Data。作为《星际旅行：下一代》中的主角之一，他共出演178集，只有一集没有出现布伦特的身影。除电视剧外，布伦特也在基于《星际旅行：下一代》的四部电影中扮演Data，分别是：《星际旅行VII：日换星移》、《星际旅行VIII：第一类接触》、《星际旅行IX：起义》和《星际旅行X：复仇女神》。虽然制作公司声称《星际旅行X：复仇女神》是下一代系列最后一部电影，但复仇女神的结尾却暗示将会有续集；不过，布伦特声称自己年龄过大，已经不适合继续扮演在剧中不会变老的仿生人Data。除此之外，布伦特也曾为几部星际旅行电子游戏配音。

### 后星际旅行时期

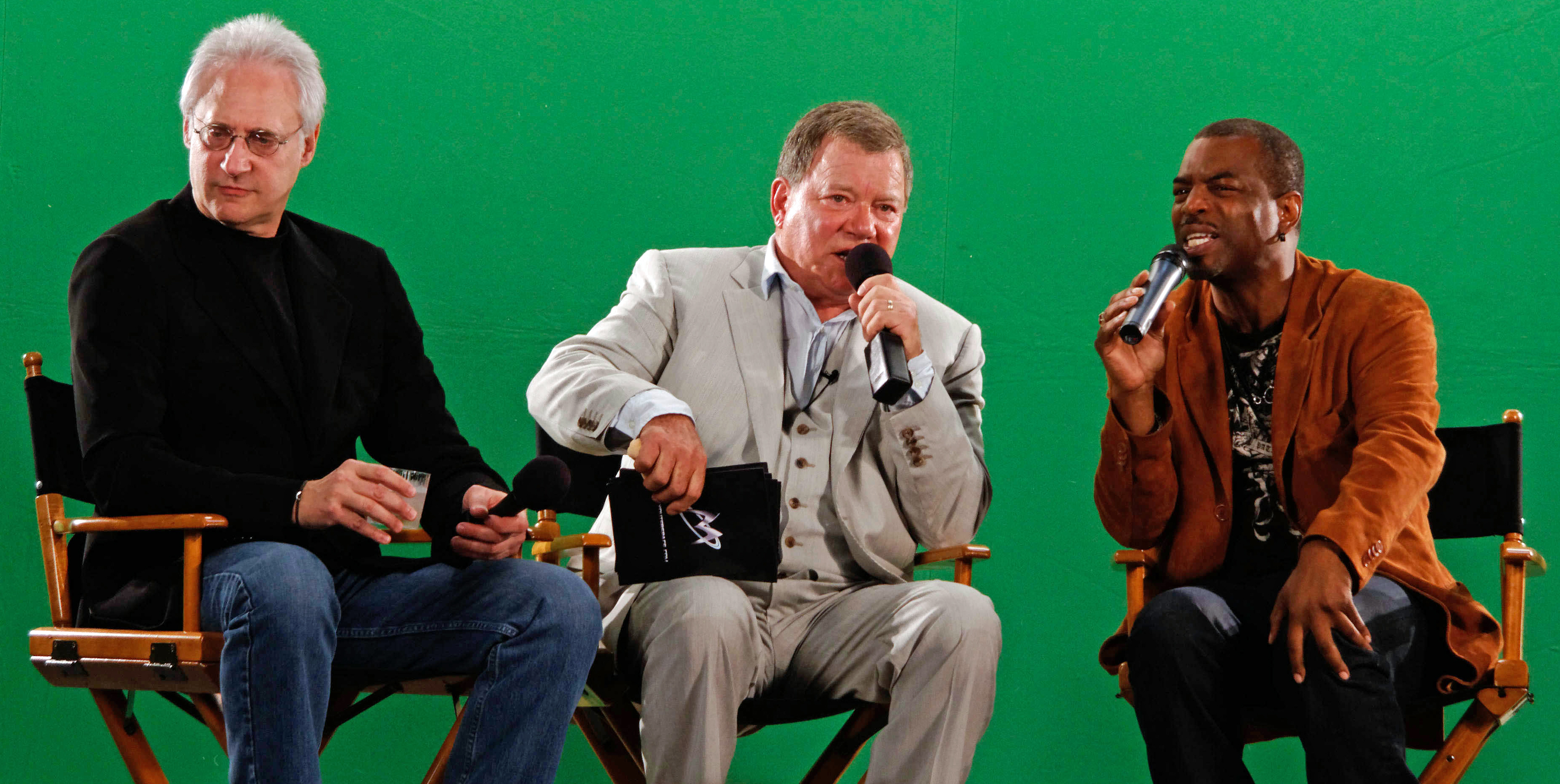
布伦特和同为星际旅行演员的勒瓦尔·布尔顿与威廉·夏特纳出席活动。

1991年，布伦特灌录了1940年代美国流行音乐专辑《Ol' Yellow Eyes Is Back》。1997年，他重回百老汇剧院，出演一些音乐剧，例如他曾在一部有恶搞风格的音乐剧《1776》中出演一个角色。此后，布伦特也乐忠于在电视剧或情景喜剧中作为嘉宾客串演出，他曾在、《六人行》、《夜行神龙》、《欢乐一家亲》、《生活大爆炸》、《乔伊》中出现。除了电视节目，也在一些电影中出场，例如曾在中扮演奥肯博士，在《猪头，我的车咧？》、《南方公园剧场版》、《Out to Sea》中出场。
2004年，布伦特重回星际旅行剧组，在电视剧第4季中扮演「宋博士」（Arik Soong，《星际旅行：下一代》的製造者Noonien Soong的曾祖父），前後登场3集，並在结局中献音。布伦特在《老友记》中也客串过一集，他扮演一个为雷切尔面试的男人。
2008年，布伦特在恶搞电影中饰演暴风博士。2010年，布伦特和同为《星际旅行：下一代》的演员勒瓦尔·布尔顿与《初代》系列的演员一同出席了TWiT.tv的节目。2011年，布伦特在情景喜剧《宅男行不行》中客串演出，他在剧中饰演自己，在拆毁谢尔顿·库珀的收集品后，被谢尔顿列入了個人的黑名单。

## 作品

### 电影
- 1970：我可爱的查理 - 一位市民
- 1980：星尘往事 - 一名粉丝
- 1982：Ladies and Gentlemen - 伯宁的老板
- 1984：Rent Control - 莱纳德
- 1985：Crime of Innocence - 阿曼
- 1986：乔治修兰的故事 - 丹尼斯
- 1986：Sylvan in Paradise - 克林顿·C
- 1986：Manhunt for Claude Dall - 吉姆史·蒂夫
- 1987：Family Sins - 肯·马龙
- 1989：爆竹皇后 - 牧师
- 1994：扭计当家（英语：Corrina, Corrina (film)） - 布伦特
- 1994：星际旅行VII：日换星移 - Data少校
- 1995：Kingfish：A Story of Huey Long - 无名氏
- 1996：Pie in the Sky - 无名氏
- 1996： - 奥肯博士
- 1996：Phenomenon - 罗勃博士
- 1996： -Data少校
- 1997：Out to Sea - 吉尔
- 1998：星际旅行IX：起义 - Data少校
- 1999：南方公园剧场版 - 柯南·斯克尔（声音）
- 1999：紅顏血淚（英语：Introducing Dorothy Dandridge）
- 2000：Geppetto - 斯特龙博利
- 2000：猪头，我的车咧？（英语：Dude, Where's My Car?） - 皮埃尔
- 2001：A Girl Thing - 鲍勃
- 2001：The Ponder Heart - 丹洛斯
- 2001：我是山姆 - 鞋店售货员
- 2002：变装大师（英语：The Master of Disguise） - 德弗林
- 2002：星际旅行X：复仇女神 - Data少校、B-4[14]
- 2003：An Unexpected Love - 伯德
- 2004：杰克（英语：Jack (2004 film)） - 维农
- 2004：飞行者 - 罗伯特
- 2006： - 汤米
- 2008： - 暴风博士
- 2016： ID4星際重生 -奥肯博士

### 电视剧
- 1978：The Dain Curse - 汤姆
- 1979：Family - 费得
- 1981：Ryan's Hope - 吉姆的医生
- 1984：寒窗恋 - 学生
- 1984：大小精灵 - 侍应生
- 1985：Robert Kennedy & His Times - 阿拉德
- 1985：山街蓝调 - 洛瑞
- 1985-1987：Night Court - 鲍勃
- 1986：The New Twilight Zone - 菲爾·歐克斯
- 1986：神探亨特 - 威利
- 1986-1987：Mama's Family - 比利·鲍勃
- 1987：Cheers - 比尔·格兰德
- 1987：汉默 - 一名士兵
- 1987-1994：星际旅行：下一代 - Data少校、知識[15]、宋博士[16]
- 1995：Mad About You - 鲍勃
- 1995：死亡游戏 - 丹尼
- 1995-1996：夜行神龙 - 帕克
- 1996：Dream On - Strongwater博士
- 1996：The Outer Limits - 特伦托·戴维教授
- 1999：Introducing Dorothy Dandridge - 艾尔·帕克
- 2003：欢乐一家亲 - 阿尔伯特
- 2004：老友记 - 詹姆斯
- 2004：法律与秩序：犯罪倾向 - 格雷厄姆
- 2004-2005：星际旅行：进取号 - 宋博士（曾祖父）[17]、Data少校（聲音）
- 2005：乔伊 - 自己
- 2005-2006：致命临界点 - Nigel Fenway博士
- 2009：都市侠盗 - 威廉姆
- 2010：变形小雷 - 加布里埃尔博士
- 2011：Fresh Hell - 虛構化的自己
- 2011：行会 - 自己
- 2011：生活大爆炸 - 自己
- 2020：星际迷航：皮卡尔 - Data少校、宋博士